# Acaena macrocephala
Acaena macrocephala é uma espécie de rosácea do gênero Acaena, pertencente à família Rosaceae.